# Фоссон, Антонио
Антонио Фоссон (итал. Antonio Fosson, фр. Antoine Fosson; род. 11 октября 1951, Иврея, Пьемонт) — итальянский хирург и политик, губернатор Валле-д’Аоста (2018—2019).

## Биография
Семья Фоссона происходит из Айяса, сам он родился 11 октября 1951 года в Иврее, по профессии хирург. С 1977 по 2003 года работал в больнице имени Умберто Парини в Аосте, с 2011 года на пенсии. В 2003 году впервые избран в Региональный совет Валле-д’Аоста от местной партии Союз долины Аосты (фр. Union valdôtaine), вошёл в региональную администрацию и до 2008 года являлся асессором по здравоохранению и социальной политике. С 2008 года состоял в Сенате Италии, в 2013 году вновь избран в региональный совет по списку Союза долины Аосты. 27 октября 2016 года вместе с Клаудио Рестано учредил новую фракцию Pour notre vallée, которая после реорганизаций и коалиционных перегруппировок оформилась 20 сентября 2017 года в конфигурации Area Civica-Stella Alpina-Pour Notre Vallée. 20 мая 2018 года переизбран в региональный совет уже в составе этой политической силы и 26 июня того же года стал председателем совета. 10 декабря 2018 года региональный совет большинством 18 против 17 проголосовал за недоверие региональной администрации Николетты Спельгатти и избрал Фоссона новым губернатором.
16 декабря 2019 года Фоссон и два асессора его администрации — Лоран Вьерен (по туризму и культурному наследию) и Стефано Боррелло (по общественным работам) — ушли в отставку ввиду начавшегося расследования по обвинению в получении поддержки ндрангеты на региональных выборах 2018 года в обмен на встречную политическую поддержку впоследствии (в итальянском уголовном праве — политико-мафиозный электоральный обмен).